# Wspólnota administracyjna Hohnstein/Südharz
Wspólnota administracyjna Hohnstein/Südharz (niem. Verwaltungsgemeinschaft Hohnstein/Südharz) – dawna wspólnota administracyjna w Niemczech, w kraju związkowym Turyngia, w powiecie Nordhausen. Siedziba wspólnoty znajdowała się w miejscowości Ilfeld.
Wspólnota administracyjna zrzeszała pięć gmin wiejskich:
1. Buchholz
2. Harztor
3. Harzungen
4. Herrmannsacker
5. Neustadt/Harz

6 lipca 2018 wspólnota administracyjna została rozwiązana. Gminę Buchholz przyłączono do miasta Nordhausen, natomiast gminy Harzungen, Herrmannsacker oraz Neustadt/Harz przyłączono do gminy Harztor.